# داوود ابراهیم
داوود ابراهیم (انگلیسی: Dawood Ibrahim؛ زادهٔ ۲۷ دسامبر ۱۹۵۵) گانگستر و تروریست اهل هند است.
او به اتهام قتل، اخاذی، کشتار هدفمند، قاچاق مواد مخدر، تروریسم و موارد مختلف تحت تعقیب است.

## زندگینامه

### اوایل زندگی
داوود ابراهیم در 26 دسامبر 1955 در یک خانواده مسلمان کونکانی در خد در ماهاراشترا، هند به دنیا آمد.  پدرش، ابراهیم کسکار، به عنوان یک پاسبان با پلیس بمبئی کار می کرد و مادرش، آمینه بی، خانه دار بود.  او در منطقه دونگری، بمبئی زندگی می کرد و در دبیرستان احمد ملوان تحصیل کرد، که از آنجا انصراف داد.

### حرفه جنایی
داوود در سنین نوجوانی شروع به کلاهبرداری، دزدی و سرقت کرد. در نهایت، او به باند گانگسترهای محلی و دون بااشو دادا، بخشی از سندیکای جرایم سازمان یافته محلی پیوست. در اواخر دهه 1970، او بعداً از باند جدا شد و باند خود را با برادر بزرگترش شبیر ابراهیم کسکر ایجاد کرد . پس از کشته شدن شبیر توسط گروه رقیب پاتان، او تنها رئیس باند خود موسوم به D-Company شد . او سپس عمدتاً در قاچاق طلا، املاک، اخاذی و قاچاق مواد مخدر دست داشت. او در سال 1986 پس از تعقیب پلیس بمبئی به دلیل قتل صمد خان از هند به دبی گریخت. در سال‌های بعد، او با کمک فرمانده دومش چوتا راجان، گروه خود را بیشتر گسترش داد و باند او بیش از 5000 عضو داشت و تا اوایل دهه 1990 سالانه ده‌ها کرور روپیه درآمد داشت.
او توسط دولت هند به عنوان یکی از مغز متفکران حملات بمبئی در سال 1993 معرفی شد . پس از این حملات، او از دبی به کراچی گریخت ، جایی که گفته می شود تا به امروز در آنجا زندگی می کند.
اداره کنترل دارایی های خارجی وزارت خزانه داری ایالات متحده، ابراهیم را در فهرست اتباع ویژه تعیین شده و قانون تعیین سنجاق مواد مخدر خارجی به عنوان بخشی از برنامه تحریم های بین المللی خود به عنوان تروریست معرفی کرد و عملاً نهادهای مالی ایالات متحده را از همکاری با وی و توقیف دارایی هایی که گمان می رود تحت کنترل وی هستند منع کرد.  وزارت خزانه داری یک برگه اطلاعاتی در مورد ابراهیم نگه می دارد که حاوی گزارش هایی از مسیرهای قاچاق سندیکای او از جنوب آسیا، خاورمیانه و آفریقا است که با سازمان تروریستی القاعده مشترک بوده و توسط آنها استفاده می شود . این فکت شیت همچنین می گوید که سندیکای ابراهیم در حمل و نقل گسترده مواد مخدر در بریتانیا و اروپای غربی دست دارد. همچنین گفته می شود که او با اسامه بن لادن ، رهبر القاعده نیز تماس داشته است . در اواخر دهه 1990، ابراهیم تحت حمایت طالبان به افغانستان سفر کرد. هدف این سندیکا بی ثبات کردن هند از طریق شورش، تروریسم، نافرمانی مدنی و پمپاژ اسکناس های جعلی هند به داخل کشور بوده است.  ایندیا امروز گزارش داد که ابراهیم تدارکات را برای حملات بمبئی در سال 2008 فراهم کرد . 
در حال حاضر، فعالیت های جنایتکارانه ابراهیم تامین مالی ترور، قاچاق مواد مخدر، تیراندازی با سلاح، اخاذی و پولشویی است. او همچنین سرمایه گذاری زیادی در املاک و مستغلات در کراچی، دبی و هند انجام داده است. اعتقاد بر این است که او بسیاری از سیستم حواله را کنترل می کند ، که سیستم بسیار رایج غیررسمی برای انتقال پول و حواله خارج از دید نمایندگان رسمی است. او با تامین مالی حملات فزاینده در گجرات توسط لشکر طیبه مرتبط بود .  در سال 2006، دولت هند فهرستی از 38 جنایتکار تحت تعقیب از جمله ابراهیم را به پاکستان تحویل داد.  سندیکای جنایی او در سراسر آسیا، اروپا و آفریقا پخش می شود و بیش از 40٪ از درآمد آن از هند است. 